# 高良镇
高良镇，是中华人民共和国广东省肇庆市德庆县下辖的一个乡镇级行政单位。

## 行政区划
高良镇下辖以下地区：
高良社区、高良村、大寨村、都洪村、冲口村、新江村、石头村、官村、中雄村、都合村、罗阳村、联合村、云贞村、江南村、大同村、永福村、旺埠村、云利村、五星村、沙水村、大江村、金山村、万星村和和平村。